# Maneki-neko

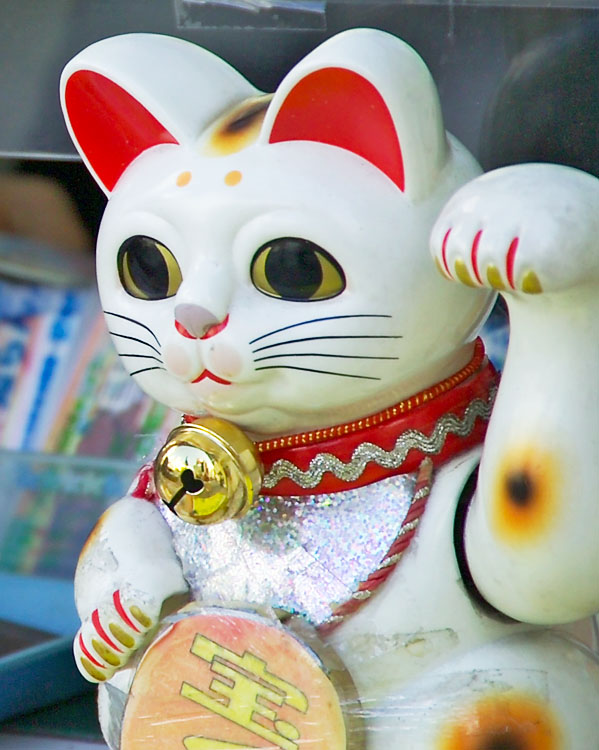
Un maneki-neko en Tokio.

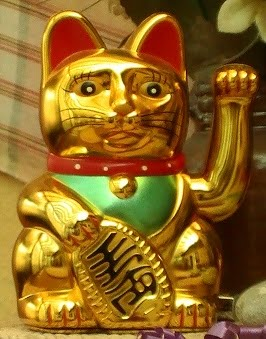
Maneki-neko dorado

El Maneki-neko (招き猫 gato que invita?), también conocido como gato de la suerte o gato de la fortuna es una popular escultura japonesa que, según se dice, trae buena suerte a su dueño. En China se la conoce como Zhaocai Mao (招財貓).

## Características
La escultura representa a un gato doméstico sentado, específicamente de la raza bobtail japonés, en una actitud de llamada y no saludando como la mayoría de la gente piensa (esto es porque los orientales no saludan con la mano en posición de supinación-flexión, a diferencia de los occidentales, sino en posición de pronación y flexión).
Puede verse frecuentemente en tiendas, restaurantes y en otros negocios. Suele ser un gato que generalmente levanta su pata delantera izquierda invitando a la gente a entrar en los negocios y que lleva en su pata delantera derecha una moneda antigua japonesa, llamada koban (小判?); tiene, por lo general, un collar con un cascabel que se cree ahuyenta los malos espíritus, elaborada a menudo en porcelana o cerámica, y también en vivo en plástico. En las versiones originales de porcelana, la pata solía estar siempre levantada, aunque en las nuevas versiones de plástico la pata suele moverse de arriba abajo. También la altura a la que la pata se alza puede variar de una escultura a otra; se dice que, cuanto más alta sea esta, la llamada del gato atraerá a los clientes desde mayor distancia. En algunas representaciones, no se observa la pata delantera izquierda levantada, sino que esta levantada la pata delantera derecha o ambas patas delanteras. 
Maneki (招き?) procede del verbo maneku (招く?) que en japonés significa «invitar a pasar» o «saludar». Neko (猫?) significa «gato». Juntos, literalmente significan «gato que invita a entrar». Según la tradición japonesa, el mensaje que transmite el gato con el movimiento de su pata es el siguiente: «Entra, por favor. Eres bienvenido».
Hoy en día, existen miles de versiones del Maneki-neko: desde gatos altos, gorditos, de diversos colores, hasta alcancías o figurines de Hello Kitty.

## Leyendas sobre el Maneki Neko

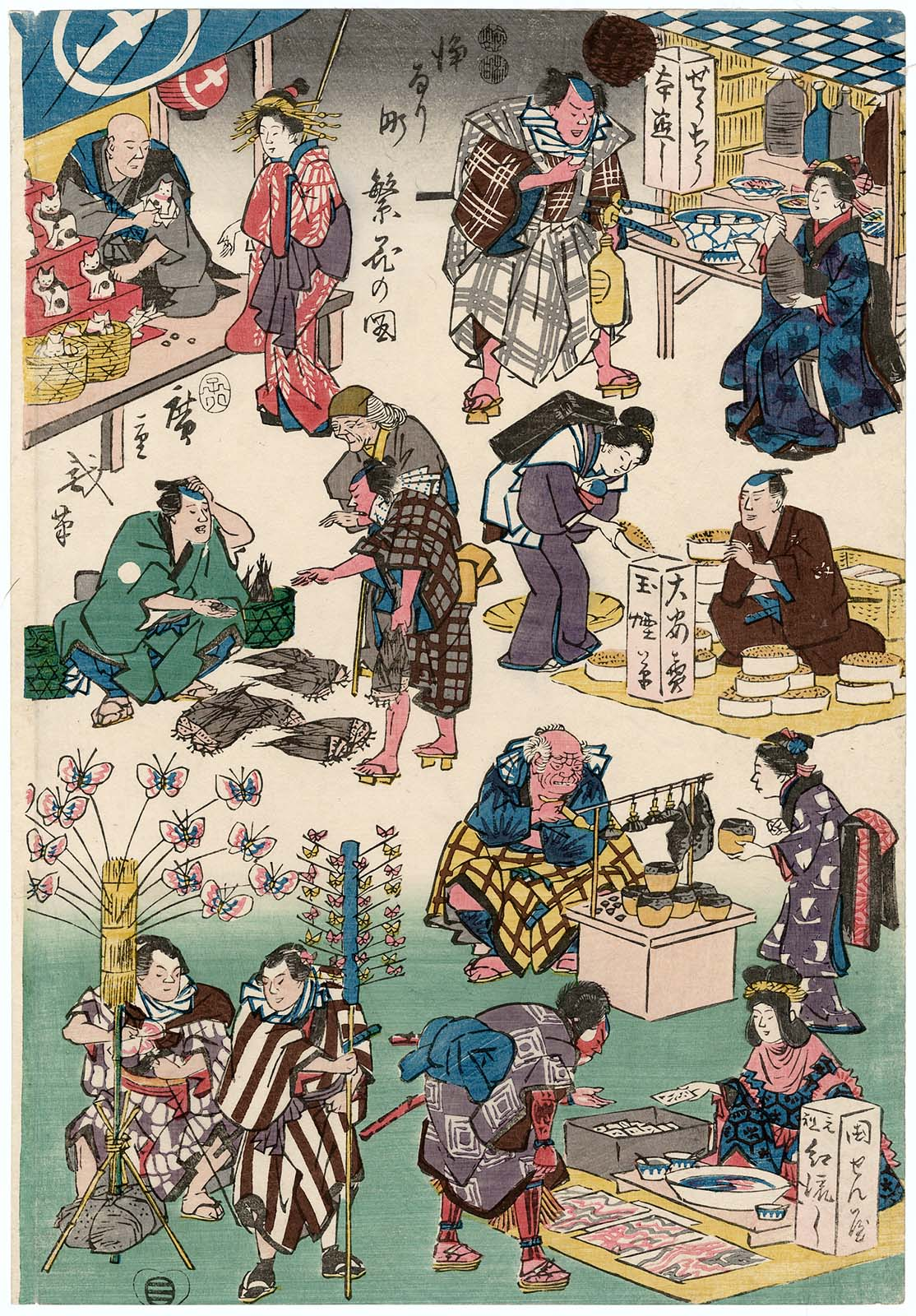
Venta de muñecos (ningyō) marushime neko (丸〆猫, まるしめねこ, gato marushime) antecesor del maneki neko. En el lado izquierdo superior del grabado de Utagawa Hiroshige de 1852.

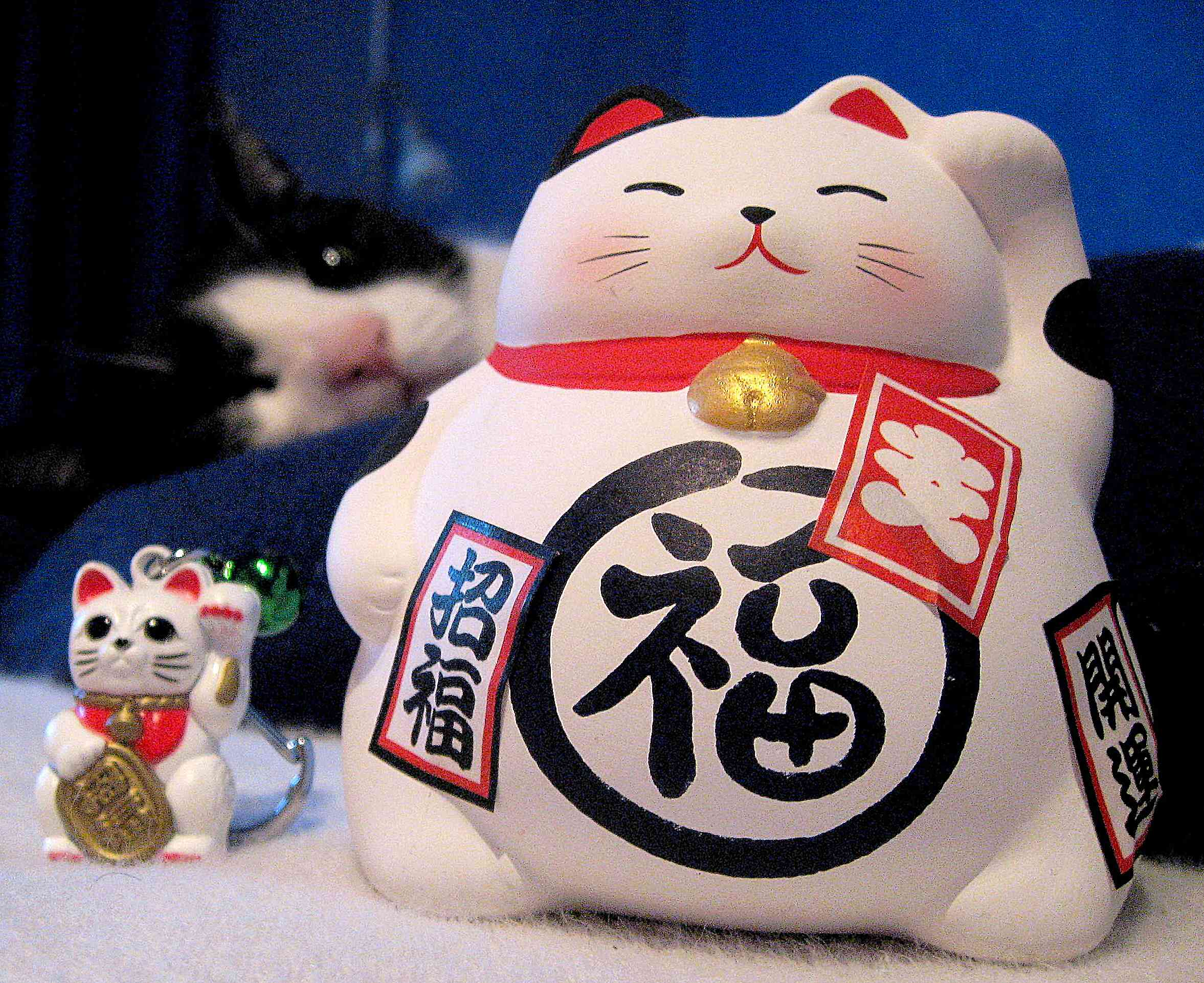
Maneki-neko en cerámica.

Hay diversas versiones de la leyenda de este simbolismo. A continuación, se mencionan tres de las más conocidas:
- Durante el siglo XVII, en la era Edo, en la época de los señores feudales, existía en Tokio un templo que había conocido días mejores y que tenía serios problemas económicos y estaba semidestruido. El sacerdote del templo era muy pobre pero, aun así, compartía la escasa comida que tenía con su gata, Tama.[7]

Un día, un señor feudal, un hombre de gran fortuna e importancia, llamado Naotaka Ii（井伊直孝）fue sorprendido por una tormenta mientras cazaba, y se refugió bajo un gran árbol que se encontraba cerca del templo. Mientras esperaba a que amainara la tormenta, el hombre vio que una gata de color blanco, negro y marrón, le hacía señas para que se acercara a la puerta del templo. Tal fue su asombro que dejó el refugio que le ofrecía el árbol y se acercó para ver de cerca a tan singular gata. En ese momento, un rayo cayó sobre el árbol que le había dado cobijo.
A consecuencia de ello, el hombre rico se hizo amigo del pobre sacerdote, financió las reparaciones del templo y este prosperó, con lo que el sacerdote y su gato nunca volvieron a pasar hambre.
Tras su muerte, Tama recibió un solemne y cariñoso entierro en el cementerio para gatos del Templo Gotokuji, y se creó el Maneki Neko en su honor. Se dice que un Maneki Neko en el lugar de trabajo, el hogar o incluso una página web atrae la buena suerte y a los visitantes.
- Una cortesana, llamada Usugumo, que vivía en Yoshiwara (al este de Tokio) tenía un gato al cual amaba y criaba con mucho cariño. Una noche, el gato empezó a jugar con su kimono y se lo fue llevando a rastras. Daba igual lo que ella dijera, el gato seguía con su juego.

El propietario del burdel, al ver aparecer al gato con el kimono, y pensando que el animal estaba embrujado, le cortó la cabeza. Esta salió volando hasta el techo, donde sin querer mató una serpiente, al parecer preparada para atacar en cualquier momento.
Usugumo quedó sumida en el dolor, por la muerte de su mascota. Para hacerla feliz, uno de sus clientes le hizo un retrato en madera de su gato, y se lo dio como regalo. Esta imagen del gato pasó a ser conocida como Maneki Neko.
- Una señora mayor que vivía en Imado, pueblo antiguo ubicado hoy en día en Asakusa (este de Tokio), se vio forzada a vender su gato debido a la extrema pobreza en la que vivía. Poco tiempo después, el gato se le apareció en un sueño, y le dijo que hiciera su imagen en arcilla.

La anciana se encargó de crear la estatua tal y como le dijo el gato, y no tardó en venderla. Se dedicó a hacer más estatuas, al ver que gustaban a la gente y las compraban encantados. Muy populares tanto así que la anciana se hizo próspera y rica.

## Colores y significado

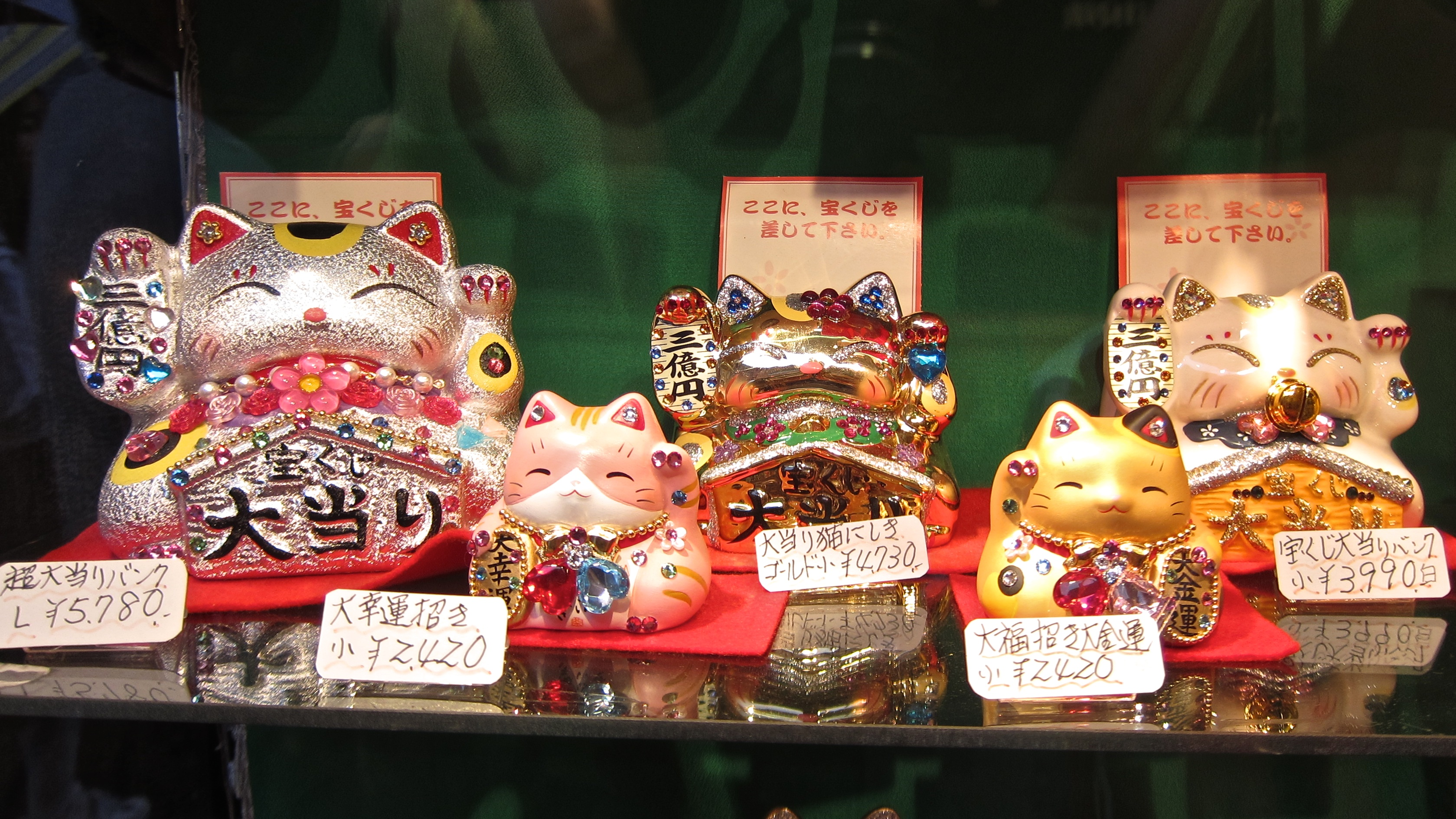
Imagen que contiene varios Maneki-neko, con pata delantera derecha levantada, delantera izquierda levantada o ambas delanteras levantadas.

Dependiendo de la pata que el maneki-neko levante, tiene distintos significados:
- Si levanta la pata delantera derecha, se dice que trae prosperidad y dinero.
- Si levanta la pata delantera izquierda, atrae visitas, y también se cree que, cuanto más alto levante la pata, los atrae desde mayores distancias.
- Si levanta ambas patas delanteras, protege al hogar o establecimiento.

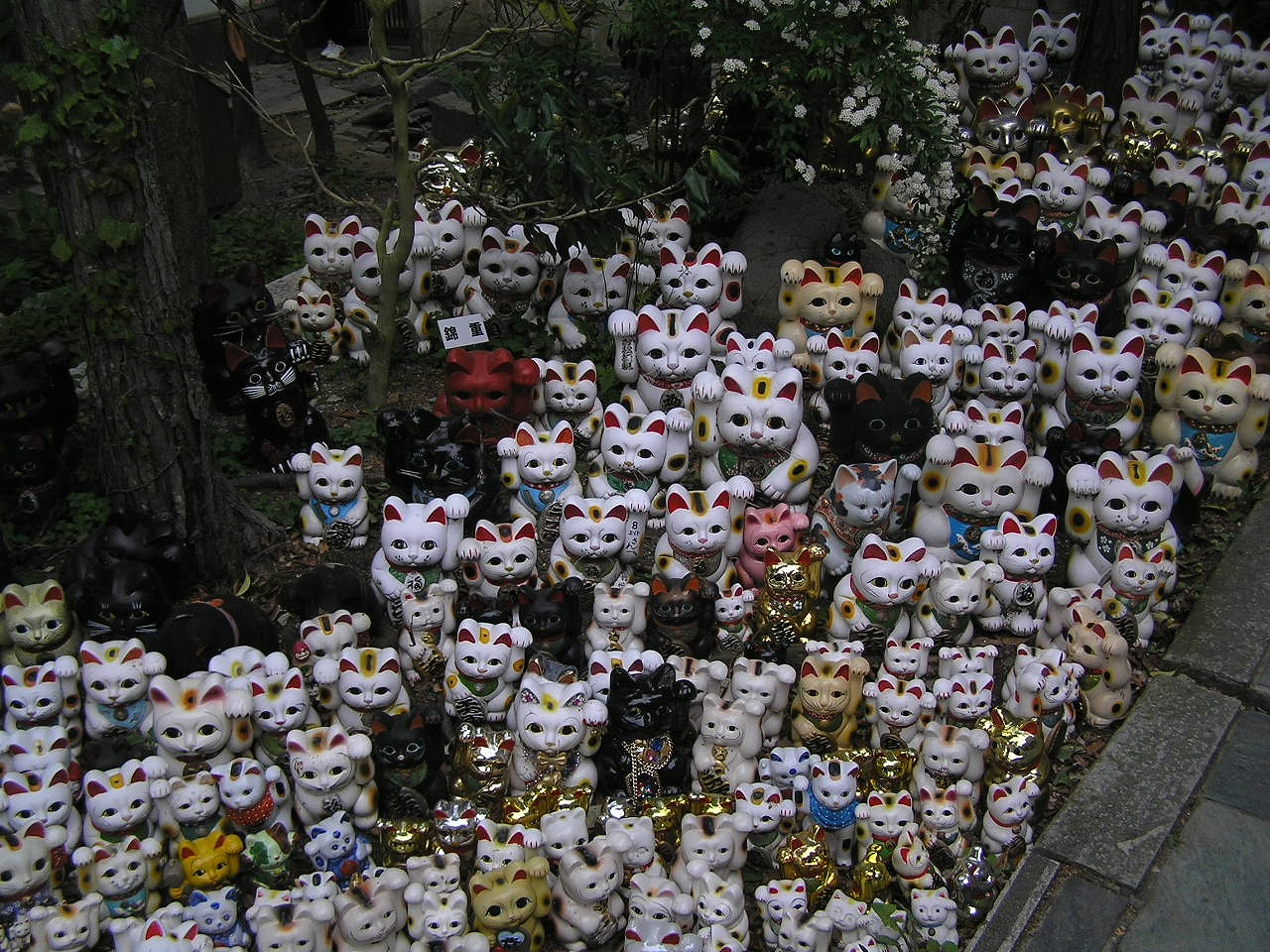
Diferentes modelos de maneki-neko.

Dependiendo de su color, también tiene distintos significados:
- Tricolor (blanco, negro y naranja). Tradicionalmente, es el gato que más suerte da, y se dice que trae fortuna a los viajeros. Como curiosidad, ese tipo de tricolor se llama Calicó. Además, son los colores más comunes en un bobtail japonés.
- Verde: Atrae la salud y seguridad en el hogar y los buenos resultados en los estudios.
- Blanco: Pureza, cosas buenas por venir.
- Plata o dorado: Suerte en los negocios.
- Azul: Cumplir los sueños. Cuidado.
- Rojo: Éxito en el amor y/o ahuyenta lo malo.
- Amarillo: Economía.
- Negro: Evitar la mala suerte y aumentar la felicidad.
- Rosa: Elegir a la persona con quien contraer matrimonio.[10]